# ホルヘ・サンチェス
ホルヘ・エドゥアルド・サンチェス・ラモス（Jorge Eduardo Sánchez Ramos, 1997年12月10日 - ）は、メキシコ・トレオン出身のサッカー選手。クルス・アスル所属。メキシコ代表。ポジションはディフェンダー。

## 経歴

### クラブ
メキシコのトレオンで生まれたサンチェスは、地元トレオンに拠点を構えるサントス・ラグナのユースに所属し、2017年にトップチームに加入した。
トップチーム昇格からわずか1年後の2018年には、国内の強豪チームであるクラブ・アメリカに移籍し、チームの主力として活躍した。
2022年8月10日、アヤックスに4年契約で移籍した。
2023年8月29日、2023-24シーズンの間はFCポルトへレンタル移籍することが決定した。
2024年7月4日、クルス・アスルに移籍した。

### 代表
2018年のトゥーロン国際大会では4試合に出場し、大会のベストイレブンにも選ばれた。
2020年東京オリンピックに向けた最終メンバーにも召集され、5試合に出場して母国の銅メダル獲得に貢献した。
2021年10月8日、カタールW杯・北中米カリブ海予選カナダ戦で、イルビング・ロサノからのパスを左足で流し込んで代表初ゴールを決めた。

## 代表歴

### 出場大会
- メキシコ代表
  - 2022 FIFAワールドカップ

### 試合数
- 国際Aマッチ 40試合 1得点（2019年-）[6]

| メキシコ代表 | 国際Aマッチ | 国際Aマッチ |
| 年           | 出場        | 得点        |
| ------------ | ----------- | ----------- |
| 2019         | 6           | 0           |
| 2020         | 4           | 0           |
| 2021         | 9           | 1           |
| 2022         | 9           | 0           |
| 2023         | 12          | 0           |
| 2024         |             |             |
| 通算         | 40          | 1           |

## タイトル

### クラブ
サントス・ラグナ
- リーガMX クラススーラ (2017-18)

クラブ・アメリカ
- リーガMX アペルトゥーラ (2018-19)
- カンペオン・デ・カンペオーネス (2018-19)
- コパ・メヒコ (2018-19)

FCポルト
- タッサ・デ・ポルトガル (2023-24)

### 代表
U-23メキシコ代表
- 東京オリンピック銅メダル(2021)

メキシコ代表
- CONCACAFゴールドカップ (2023)

### 個人
- トゥーロン国際大会ベストイレブン (2018)
- リーガMX オールスターズ 2021[7] (2021)